# Ahmed Al-Tarabulsi
Ahmad Khodr Al-Tarabulsi (Bejrút, 1947. március 22. –) libanoni-kuvaiti labdarúgókapus.
A kuvaiti válogatott tagjaként részt vett az 1980-as moszkvai olimpián és az 1982-es spanyolországi világbajnokságon.